# Бучовице
Бучовице (нем. Butschowitz) — город в районе Вышков в Южноморавском крае Чехии, в 29 км к востоку от города Брно, на северной окраине Жданицкого (Ždánického) леса, на высоте 226 метров над уровнем моря. Через город протекает река Литава.

## Население
Проживает около 6 500 человек.
| Год  | Численность | Численность |
| ---- | ----------- | ----------- |
| 1869 | 4852        | [ 6 ]       |
| 1880 | 5148        | [ 6 ]       |
| 1890 | 5205        | [ 6 ]       |
| 1900 | 5427        | [ 6 ]       |
| 1910 | 5731        | [ 6 ]       |
| 1921 | 5710        | [ 6 ]       |
| 1930 | 5642        | [ 6 ]       |
| 1950 | 5910        | [ 6 ]       |
| 1961 | 5902        | [ 6 ]       |
| 1970 | 5850        | [ 6 ]       |
| 1980 | 6395        | [ 6 ]       |
| 1991 | 6165        | [ 6 ]       |
| 2001 | 6321        | [ 6 ]       |
| 2011 | 6396        |             |
| 2014 | 6464        | [ 7 ]       |
| 2016 | 6439        | [ 8 ]       |
| 2017 | 6460        | [ 9 ]       |
| 2018 | 6468        | [ 10 ]      |
| 2019 | 6496        | [ 11 ]      |
| 2020 | 6493        | [ 12 ]      |
| 2021 | 6491        | [ 13 ]      |
| 2022 | 6510        | [ 14 ]      |
| 2023 | 6771        | [ 15 ]      |
| 2024 | 6891        | [ 16 ]      |
| 2025 | 6891        | [ 4 ]       |

## История

### Старейшая история
Первые письменные упоминания о Bučovicích (нем. Budeshewicz), как собственности рода Бенешовичей, появились в 1322 году в списке Велеградского монастыря. Однако история города значительно старше, о чём свидетельствует нахождение основ большого романского храма, построенного одним из ведущих каменного заводов средневековья. Таким образом, появление поселка, вероятно, восходит к XII веку. Бучовице лежали на важном пути от Брно до Угера, что приносило пользу торговле. Но, с другой стороны, это положение способствовало частым военным вторжениям.

### Средние века
Во второй половине XV века владел Бучовецкой крепостью венгерский король и австрийский герцог Матиас Корвин.
Владельцы Бучовиц часто чередовались, и единое поместье удалось создать только в начале XVI столетия, объединив бучовицкую и немотическую фермы в руках Таса из Ойниц. С тех пор город процветал, процветали ремесла, были посажены виноградники, процветали пруды (вокруг города было создано более 30 прудов). Для Бучовиц сделал очень много, возможно, самый богатый моравский аристократ, Ян Черногорский из Босковиц. Этот новый владелец, унаследовавший поместье в 1571 году, решил не перестраивать бучовицкую крепость, но начал строить совершенно новую резиденцию эпохи Возрождения. Таким образом, в небольшом городке в третьем квартале XV века был создан один из самых ценных замков эпохи Возрождения в Чехии. Смерть Яна Шемберы привела к вымиранию древнего Моравского рода в мужской линии. Обе дочери Шембера (Анна и Катерина) вышли замуж за Лихтенштейнов. Анна вышла замуж за Карла из Лихтенштейна и стала первой кнежницей из Лихтенштейна. Екатерина, которой впоследствии достались Бучовице, вышла замуж за своего брата Карла Максимилиана. С тех пор судьба города связана именно с этим родом, который значительно способствовал развитию Бучовицам.
В 1600 году жители города получили от Максимилиана из Лихтенштейна освобождение от горных робот и, кроме того, получили право изготовлять вино. В середине XVII столетия в северной части площади была построена новая барочная церковь, посвященной вознесению Девы Марии.

### Тридцатилетняя война
В XVII веке Бучовице была поражена Тридцатилетней войной. В 1620 году город был сожжен. Однако крупнейшее военное столкновение произошло в 1645 году, 22 июня он привлек около 500 шведов из Брна, которые, кроме церкви, разграбили весь город.

### XVIII век
Экономическое развитие было зафиксировано Бучовице в начале XVIII века. В 1725 году здесь уже существовала мельница, пивоварня, кирпичная, корневая, кожевенная и три зернохранилища. Город также обладал правами двух рынков, к которым со временем прибавилось больше. С 17 года в XVIII столетии также работал ряд гильдий, таких как сапожная, столярная, пекарская, портняжная, ткацкая, масонская, кузнецкая, туфарская и другие. Прославили город изготовлением фаянсовой керамики. Очень значительным было бондарное дело.

### XIX век
Около 1830 года в Бучовицах действовали 28 бондарных мастеров, ежегодно выпускали около тысяч бочек, которые чаще всего использовались для виноделия в Австрии. Начало промышленной революции в основном связано с развитием текстильного производства, которое достигло кульминации в 40-60 годах XIX века. В то время около двух тысяч сотрудников работали в Бучовицах и окрестностях. Производство было в то время сосредоточены в основном в руках еврейских промышленников, которые, с шестидесятых годов начали переходить в Брно, приведя к упадку этой отрасли в Бучовицах. Новые отрасли, которые значительно расширились в городе, были деревообрабатывающим и мебельным производством — 300 рабочих начали производство на заводах Давида Друкера в 1894 году.
Вторая половина XIX века носила дух развития социальной и федеральной жизни. В 1862 году был в Бучовицах основана, певческая гильдия «Звезда», 1870 Гильдии театралов, 1890 Гильдии католиков и в 1892 году «Сокол». В 1902 году было очень важно создать гимназию, строительство которой заслужил главным образом крупный моравский политик барон Отакар Пражак. Город был относительно развит до Первой мировой войны.

### Чехословакия
Во время Первой республики Бучовицы успешно развивались. 17 ноября 1920 года в Бучовице впервые было проведено электрическое освещение, питающиеся током от электростанции в Ославан. В 1926 году была построена Соколовна, которая способствовала поднятию спортивных и социальных событий. Новая казарма была завершена накануне военного конфликта в 1938 году. Расцвет города был остановлен Второй мировой войной. В марте 1939 года город заняла немецкая армия. Еврейское население было сослано в концентрационные лагеря, многие граждане Бучовиц были отправлены на принудительные работы, и значительная часть промышленности была реорганизована на военное производство. 28 апреля 1945 года город был освобожден 180 стрелковым дивизионом II Украинского фронта Красной Армии.
После окончания войны, трудно было поднять уровень развития на довоенный, тем не менее, были 5 и 6 июля 1947 заложены камни новых Бучовицких начальных школ, из которых школа 710 была завершена спустя два года, а затем школа 711. В 1952 году в Бучовицах был основан Средний сельскохозяйственный техникум, позже — Средняя экономическая школа, в настоящее время Бизнес-академия. В послевоенный период вплоть до Бархатной революции промышленности в городе доминировало лесопромы́шленное производство.

### После 1989 года
После 1989 года в городе развивается машиностроение, и по более ранним традициям текстильной промышленности следует производство нетканых материалов. В Бучовице и окрестностях находится производство продовольственной и сельскохозяйственной продукции. Город попадает в винодельческую область Морава Велкопавловицкий субрегион, здесь находится несколько гектаров виноградников. В помещениях замка всегда проводится дегустация вин в середине мая, второй по величине в Чехии.

### Структура
В городе на начало 2016 года проживало в общей сложности 6 439 жителей. Из них было 3 173 мужчины и 3 266 женщин. Средний возраст жителей города достиг 41,8 лет. Согласно переписи, домов и квартир, проведенных в 2011 году, в городе проживало 6 396 человек. Большинство из них (16,3 %) были жителями в возрасте от 30 до 39 лет. Дети в возрасте до 14 лет составляли 14,6 % населения, а пожилые люди старше 70 лет составляют 7,4 %. В общей сложности 5 459 граждан города старше 15 лет имели 35,2 % среднего образования . Количество студентов колледжа составляло 10,1 %, а без образования было 0,4 % населения. Кроме того, в городе проживало 3 068 экономически активных граждан. В общей сложности 90 % из них были среди занятых, 72,9 % из которых принадлежали сотрудникам, 2,9 % — работодателям, а остальные работали на их собственном счете. По сравнению, что целых 48 % граждан не было экономически активных (то есть, например, нерабочие пенсионеры или ученики, студенты или ученики), а остальные свою экономическую активность не указали. В общей сложности 2 857 жителей города (44,7 %) сообщили о чешской национальности. Кроме того, 1 587 жителей были с Моравы и 77 словаков. Всего 2 865 жителей города не указали свою национальность.
Развитие числа жителей сообщается в таблице ниже, в которой представлено принадлежность отдельных частей к деревне.
| Местная часть (год отнесения к населенному пункту) | Местная часть (год отнесения к населенному пункту) | 1869 | 1880 | 1890 | 1900 | 1910 | 1921 | 1930 | 1950 | 1961 | 1970 | 1980 | 1991 | 2001 | 2011 |
| -------------------------------------------------- | -------------------------------------------------- | ---- | ---- | ---- | ---- | ---- | ---- | ---- | ---- | ---- | ---- | ---- | ---- | ---- | ---- |
| Население                                          | часть Бучовице                                     | 2856 | 2990 | 3063 | 3204 | 3251 | 3158 | 3077 | 3493 | 3544 | 3702 | 4328 | 4354 | 4453 | 4431 |
| Население                                          | часть Чернчин (чеш.Černčín) (1976)                 | 345  | 411  | 399  | 446  | 514  | 485  | 470  | 466  | 446  | 380  | 344  | 278  | 292  | 348  |
| Население                                          | часть Клобоучки (чеш. Kloboučky) (1976)            | 548  | 618  | 625  | 618  | 679  | 735  | 760  | 676  | 652  | 581  | 540  | 490  | 507  | 517  |
| Население                                          | часть Марефы (чеш. Marefy) (1986)                  | 418  | 382  | 392  | 396  | 429  | 501  | 522  | 445  | 444  | 412  | 379  | 317  | 331  | 357  |
| Население                                          | часть Вицемилице (чеш. Vícemilice) (1960)          | 685  | 747  | 726  | 763  | 858  | 831  | 813  | 830  | 816  | 775  | 804  | 726  | 738  | 743  |
| Население                                          | весь муниципалитет                                 | 4852 | 5148 | 5205 | 5427 | 5731 | 5710 | 5642 | 5910 | 5902 | 5850 | 6395 | 6165 | 6321 | 6396 |
| Количество домов                                   | часть Бучовице                                     | 356  | 368  | 390  | 434  | 525  | 537  | 642  | 751  | 940  | 732  | 749  | 796  | 825  | 932  |
| Количество домов                                   | часть Чернчин (чеш.Černčín) (1976)                 | 69   | 74   | 78   | 87   | 101  | 104  | 123  | 133  | 125  | 125  | 114  | 132  | 145  | 149  |
| Количество домов                                   | часть Клобоучки (чеш. Kloboučky) (1976)            | 97   | 102  | 107  | 116  | 131  | 137  | 153  | 172  | 175  | 164  | 152  | 177  | 187  | 192  |
| Количество домов                                   | часть Марефы (чеш. Marefy) (1986)                  | 76   | 78   | 82   | 86   | 92   | 93   | 106  | 123  | 119  | 117  | 116  | 123  | 129  | 134  |
| Количество домов                                   | часть Вицемилице (чеш. Vícemilice) (1960)          | 116  | 124  | 133  | 145  | 168  | 178  | 198  | 228  | -    | 213  | 219  | 241  | 251  | 258  |
| Количество домов                                   | весь муниципалитет                                 | 714  | 746  | 790  | 868  | 1017 | 1049 | 1222 | 1407 | 1359 | 1351 | 1350 | 1469 | 1537 | 1665 |

### Религиозная жизнь
Округ является резиденцией римско-католического прихода Бучовице. Она является частью деканата Славкова-епархии Брно в Моравской провинции. Приходская церковь — Церковь Вознесения Пресвятой Девы Марии. Местный священник — Томас Франек. При опросе, проведенном в 2011 году, 1 465 жителей муниципалитета (23 %) назвали себя верующими. Из этого числа, 984 входили в церкви или религиозной общины, а именно 836 жителей к римско-католической церкви (13 % от всех жителей поселка), далее 3 к православной, 12 к Церкви чехословацкой гуситский, 11 к Евангелической церкви чешских братьев и 5 к Свидетелям Иеговым. В общей сложности 2 066 жителей были отмечены без религиозной веры, и 2 865 человек отказались ответить на вопрос своей религиозной веры.

## Муниципальное управление и политика

### Совет и мэр
В период выборов 2010—2014 был мэром Радован Валек. На учредительном заседании совета 5 ноября 2014 был переизбран на эту должность. Советники единогласно выбрали в качестве первого вице-мэру Иржи Горака, который занимал должность и в прошлом предвыборный период, вторым стал Михал Чргак (выбор для города). В марте 2017 Радован Валек на подал отставку и 5 апреля того же года новый мэр был избран заместитель мэра Йиржи Горак.

### Части города
- часть Бучовице
- часть Чернчин (чеш.Černčín)
- часть Клобоучки (чеш. Kloboučky)
- часть Марефы (чеш. Marefy)
- часть Вицемилице (чеш. Vícemilice)

## Общество

### Образование
В городе есть две начальные школы и начальная школа искусств. Были также две средние школы: общая гимназия и торговая академия, но с 1 в июле 2012 года решение совета директоров JMK объединило две средние школы. Появился новый субъект под названием гимназия и торговая академия Бучовице. Здание гимназии на улице Сумков 500 было построено в 1902 году; здание ОА на Коменской площади 211 датируется концом 19 века.

## Достопримечательности
- Приходская церковь Вознесения Пресвятой Девы Марии 1641 года
- Государственный замок Бучовице с парком 1567—1582 года
- Ратуша на площади
- Здание Дом Стракоша конца XVIII века
- Еврейское кладбище
- Синагога середины 19 века была снесена в 1966 году